# Melchenberg
Der Melchenberg ist mit 133,8 m ü. NHN die höchste Erhebung der Rekener Berge. Er liegt bei Groß Reken im nordrhein-westfälischen Kreis Borken.
Dort befinden sich der Funkturm Groß Reken Melchenberg mit Aussichtsplattform, ein Stahlbetonsendeturm und das Wasserwerk Reken-Melchenberg.

## Geographie

### Lage
Der Melchenberg liegt im Südostteil des Kreises Borken im Ostteil der Rekener Berge. Er befindet sich im Westmünsterland und Naturpark Hohe Mark-Westmünsterland am Nordrand von Groß Reken, dem Verwaltungssitz der Gemeinde Reken. Nördlich der Erhebung liegen unter anderem mit den Weilern Bocke, Preinhok und Röhling weitere Gemeindeteile. In dieser Richtung fällt die Gegend über die landwirtschaftlich genutzte Holtkampe und den Waldsee Reken (63,3 m; ⊙) zum einstigen Moor Weißes Venn ab. Nordwestlich liegt auch als Teil der Rekener Berge der Backenberg (104,3 m).
Auf dem Melchenberg liegen Teile des Landschaftsschutzgebiets Rekener Berge (CDDA-Nr. 555553444; 1989; 23,8313 km²). Die Erhebung ist im Norden bewaldet. Etwa 60 m ostnordöstlich der Kuppe befindet sich auf einem Acker ein trigonometrischer Punkt (133,4 m; ⊙).

### Naturräumliche Zuordnung
Der Melchenberg gehört in der naturräumlichen Haupteinheitengruppe Westfälische Bucht (Nr. 54), in der Haupteinheit Westmünsterland (544) und in der Untereinheit 544.3 Hohe Mark (mit Rekener Kuppen) zum Naturraum Rekener Berge (544.36).

## Sendetürme

### Funkturm Groß Reken Melchenberg
Etwa 115 m nördlich der Bergkuppe steht zwischen Bäumen am Waldrand der Funkturm Groß Reken Melchenberg (132 m; ⊙), der sowohl Mobilfunk-Sendeturm als auch Aussichtsturm ist. Er ist ein 60 m hoher Stahlfachwerkturm, der auf 30 m Höhe eine über eine Treppe mit 168 Stufen erreichbare Aussichtsplattform (162 m) hat. Eigentümer des Turmes ist die Firma Vodafone.
Zur öffentlichen Begehung freigegeben wurde der Turm am 11. Juni 2002 und ist seitdem täglich bis zu Dämmerung geöffnet (außer Tage im Winter unter 0 °C, wegen Rutschgefahr). Auf der Plattform ist seit dem 1. Februar 2011 ein kostenlos nutzbares Fernglas angebracht, das einen Rundblick um fast 180° nach Süden gewährt. In dieser Richtung fällt der Blick auf die Gemeinde Reken und an klaren Tagen bis zum Ruhrgebiet, wo mehrere Halden auszumachen sind. Zudem sind im Münsterland die Baumberge und Borkenberge und zwei Türme vom Universitätsklinikum Münster zu erkennen.

### Stahlbetonsendeturm Melchenberg
Etwa 60 m nordwestlich der Bergkuppe steht ein 70 m hoher, einst militärisch genutzter Sendeturm aus Stahlbeton (⊙).

## Wasserwerk Reken-Melchenberg
Wenige Meter nördlich der höchsten Stelle des Melchenbergs befindet sich seit 1968 das Wasserwerk Reken-Melchenberg (⊙) und etwa 350 m nördlich der Kuppe liegen umgeben von Wald etwa zwischen einem Pumpwerk (circa 88 m; ⊙) und einer rund 300 m westsüdwestlich davon stehenden Schutzhütte sechs an das Wasserwerk angegliederte Brunnen.

## Verkehrsanbindung
Von der Bundesautobahn 31 (Anschlussstelle Borken) biegt man auf die Bundesstraße 67 nach Osten in Richtung Reken ab. Diese verlässt man an der Anschlussstelle Coesfeld/Gescher/Reken, um südwärts auf der Landesstraße 600 nach Reken zu fahren. Von dort führen Nebenstraßen durch Wohngebiete nordwestwärts – letztlich die Straße Melchenberg – zur Melchenbergkuppe.
Zudem führt westlich am Melchenberg die Kreisstraße 11 (Velener Straße) vorbei, die Velen im Norden mit Reken im Süden verbindet. Von dieser Straße biegt man kurz nach dem nordwestlichen Ortseingang in die ostwärts verlaufende Ulmenstraße ab, um dann von dieser nordwärts auf der Straße Melchenberg zur Bergkuppe zu gelangen.